# Islamska vojska v Iraku
Islamska vojska v Iraku je islamska, baathska teroristična skupina, ki deluje v Iraku od pričetka iraške vojne leta 2003. Skupina, ki deluje na principu islamizma in iraškega nacionalizma, je sestavljena primarno iz pripadnikov bivše iraške vodilne stranke Baath in se bori tako proti zahodnim silam v Iraku kot šiitom.

## Delovanje
Skupina je prevzela odgovornost za ugrabitev in uboj italijanskega novinarja Enza Baldonija v drugi polovici avgusta 2004.
Skupina je 29. avgusta 2004 prevzela odgovornost za ugrabitev dveh francoskih novinarjev Christiana Chesnota (RFI) in Georgesa Malbrunota (Le Figaro).